# Nancy Savoca
Nancy Laura Savoca (New York, 23 luglio 1959) è una regista, sceneggiatrice, produttrice cinematografica e produttrice televisiva italiana.

## Biografia
Nancy Savoca è nata in una famiglia di siciliani, dagli immigrati argentini Calogero Savoca e Maria Elvira Savoca. Dopo aver studiato al Queens College, Nancy ha frequentato la New York University nel 1982 e la Tisch School of the Arts.
Nel 1989, Nancy ha fatto il suo debutto come sceneggiatore e regista con il film True Love. Nel 2002, Nancy ha fatto il suo debutto come produttore con il film Reno: Rebel without a Pause, in cui ha anche recitato. In totale Nancy, scritto e co-prodotto 13 film e serie televisive.

## Filmografia

### Regista

#### Cinema
- Renata – cortometraggio (1982)
- Bad Timing – cortometraggio (1982)
- True Love (1989)
- Dogfight - Una storia d'amore (Dogfight) (1991)
- Verso il paradiso (Household Saints) (1993)
- 24 ore donna (The 24 Hour Woman) (1999)
- Dirt - La storia di Dolores (Dirt) (2003)
- Reno: Rebel Without a Pause – documentario (2003)
- Union Square (2011)

#### Televisione
- Dark Eyes – serie TV (1995)
- Murder One – serie TV (1995)
- Tre vite allo specchio (If These Walls Could Talk) – film TV (1996)
- Squadra emergenza (Without a Pause) – serie TV (2000)
- Quello che gli uomini non dicono (The Mind of the Married Man) – serie TV (2001)
- If There Be Thorns – film TV (2015)